# Harold Switzer
Harold Switzer (Paris, Illinois, 16 de enero de 1925-Glendale, California, 14 de abril de 1967) fue un actor infantil estadounidense, conocido principalmente por su intervención en la serie de cortos de La Pandilla, en los que intervenía como extra. Fue el hermano mayor de uno de los protagonistas más destacados de la serie, Carl "Alfalfa" Switzer.

## Primeros años
Su nombre completo era Harold Frederick Switzer, y nació en Paris (Illinois). Sus padres eran Gladys C. Doerr y G. Frederick Switzer. Él y su hermano menor, Carl Switzer, se hicieron famosos en su ciudad natal por su talento para las actuaciones musicales, cantando y tocando ambos hermanos diferentes instrumentos.

## La Pandilla
La familia Switzer hizo un viaje a California en 1934 para visitar a unos familiares. Mientras hacían turismo, acabaron llegando a los Estudios Hal Roach. Tras un paseo por las instalaciones, Harold y Carl, con ocho y seis años de edad, entraron en la cafetería del centro, en la cual improvisaron una actuación. El productor Hal Roach quedó impresionado con los niños y los contrató para actuar en La Pandilla. Harold recibió dos motes, "Slim" y "Deadpan," y Carl fue apodado "Alfalfa."
Los hermanos Switzer actuaron por primera vez en un corto de La Pandilla en 1935, en el titulado Beginner's Luck. Al final del año Alfalfa era uno de los principales personajes de la serie, mientras que Harold más o menos había quedado relegado a un papel secundario. Ambos hermanos permanecieron en la serie hasta 1940, actuando por Harold última vez en el corto The Big Premiere.

## Años de adulto y fallecimiento
Switzer no se vio inmerso en los problemas de su hermano menor relacionados con su encasillamiento como "estrella infantil". Sin embargo, su muerte también ocurrió bajo circunstancias violentas. En 1967, siendo propietario de un local de lavandería automática con franquicia Speed Queen Company, Switzer discutió con un cliente y lo mató. Tras el homicidio, Switzer fue a una zona remota del área de Glendale (California) donde se suicidó. Tenía 42 años de edad.
Harold Switzer fue enterrado en el Cementerio Hollywood Forever de Hollywood, California, junto a su hermano Carl “Alfalfa”. 
Swtizer estuvo casado con Beverly Osso. El matrimonio tuvo tres hijos: Judith Ann, Tony Frederick y Teddy Berton. Switzer  también tuvo un hijo con una señorita llamada Gladys Lavon.